# Tethlimmena
Tethlimmena is een kevergeslacht uit de familie van de boktorren (Cerambycidae). De wetenschappelijke naam van het geslacht werd voor het eerst geldig gepubliceerd in 1872 door Bates.

## Soorten
Tethlimmena omvat de volgende soorten:
- Tethlimmena aliena Bates, 1872
- Tethlimmena basalis Gahan, 1895